# Miguel Montuori
Miquel Àngel Montuori (24 de setembre de 1932 – 4 de juny de 1998) va ser un futbolista argentí i italià que jugava com a davanter o migcampista ofensiu. És considerat un dels millors jugadors de l'ACF Fiorentina de tots els temps, per la seva tècnica, creativitat, bon ull per al gol i capacitat de crear jugades. Malgrat el seu talent i èxit, també va ser considerat un jugador "desafortunat", a causa de les seves nombroses medalles de subcampió i de les seves lesions, que el van obligar a retirar-se durant el millor moment de la seva carrera. Nascut a l'Argentina, va jugar amb la selecció italiana a nivell internacional.

## Biografia

### Primers anys i vida personal
Montuori va néixer a Rosario, Argentina, de mare d'ascendència afroargentina i pare italià d'origen napolità.
A més de la seva carrera esportiva, Montuori va desenvolupar aficions com la pintura i els escacs, i va arribar a derrotar René Letelier, el campió xilè de l'època.

### Salut i mort
El 1963, Montuori va ser operat d'un aneurisma. Montuori va morir d'un emfisema a Florència el 1998 i va ser enterrat al cementiri general de Santiago, Xile.

## Carrera professional

### Carrera de club
Montuori va començar la seva carrera al Racing Club abans d'emigrar a Xile i unir-se a la Universidad Católica des de Santiago el 1953, guanyant la Primera Divisió xilena el 1954, marcant 24 gols en 26 partits de lliga amb el club. Posteriorment, es va traslladar a jugar amb l'ACF Fiorentina a Itàlia l'estiu de 1955, a petició del president del club, Enrico Befani, i li van donar la samarreta número 10. Va jugar al club de 1955 a 1961, jugant 162 partits a la Serie A i marcant 72 gols. A la Coppa Italia va jugar 13 partits marcant 6 gols, i a la Copa d'Europa de 1956–57 va jugar set partits i va marcar un gol, ajudant l'equip a arribar a la final, que va jugar com a titular, tot i que el seu equip va perdre 2-0 contra el Reial Madrid. També va jugar dos partits a la Copa Mitropa amb la Fiorentina.
Amb la Fiorentina, Montuori va aconseguir un gran èxit nacional i internacional, així com reconeixement internacional; en arribar al club, va guanyar l'únic títol italià de la seva carrera, durant la temporada 1955–56, i va seguir aquest triomf amb quatre segons llocs consecutius. També va guanyar la Recopa d'Europa de 1960–61 i la Coppa d'Itàlia de 1960–61, i va arribar a la final de la Copa d'Itàlia tres vegades consecutives entre 1958 i 1960. També va guanyar diversos trofeus internacionals menors amb la Fiorentina, com la Grasshoppers Cup el 1957, la Coppa dell'Amicizia dues vegades, el 1959 i el 1960, així com la Coppa delle Alpi el 1960. La carrera com a jugador de Montuori va acabar prematurament, als 28 anys, a la primavera de 1961. Durant un partit amistós fora de casa contra el Perugia, la pilota el va colpejar fortament a la cara, cosa que li va provocar un despreniment de retina i una visió borrosa, cosa que el va obligar a retirar-se del futbol professional.

### Carrera internacional
Nascut a l'Argentina, Montuori va representar la selecció italiana, debutant contra França el 1956 i participant per última vegada contra Suïssa el 1960. També es va convertir en el primer jugador no italià a ser el capità d'Itàlia, portant el braçalet de capità en un partit amistós contra Espanya, a Roma, el 28 de febrer de 1959. Amb Itàlia, va ser internacional 12 vegades i va marcar 2 gols.

### Després de la jubilació
Després de jubilar-se, Montuori va treballar com a periodista per a Il Mattino.
Com a entrenador de futbol, Montuori va dirigir els equips Pontassieve Calcio, Aglianese i Valdinievole Montecatini a Itàlia. De tornada a Xile el 1971, va exercir com a entrenador físic de la Universidad Católica i entrenador dels Rangers de Talca.
El 1986, Montuori va tornar a Itàlia i va treballar com a comentarista de futbol per a mitjans de televisió.

## Palmarès
Universitat Catòlica
- Primera Divisió Xilena: 1954

Fiorentina
- Sèrie A: 1955–56
- Copa d'Itàlia: 1960–61
- Recopa d'Europa: 1960–61
- Coppa dell'Amicizia : 1958–59, 1959–60
- Copa dels Alps: 1959–60

Individual
- Equip de l'any de la Sèrie A : 1956[12]
- Saló de la Fama de la Fiorentina: 2016[13]